# Zatanna
Zatanna Zatara is een superheldin uit de strips van DC Comics. Ze is bedacht door schrijver Gardner Fox en tekenaar Murphy Anderson. Zatanna maakte haar debuut in Hawkman vol. 1 #4 (oktober-november 1964).

## Biografie
Zatanna is de dochter van de magiër John Zatara en Sindella, een lid van het mystieke Homo Magi-ras. Ze is een directe afstammeling van Leonardo da Vinci (die in het DC Universum een tovenaar was) en is verre familie van Nostradamus; Alessandro Cagliostro; alchemisten Nicolas Flamel en Evan Fulcanelli. Ze heeft verder nog een jonge neef, Zachary Zatara, die ook magiër is in het DC universum.

Zatanna werkte als een illusionist voordat ze haar magische krachten ontdekte. Ze ontdekte haar krachten toen ze haar vader zocht. Deze zoektocht was de eerste grote cross-over binnen DC Comics daar Zatanna op haar tocht kennismaakte met Batman en Robin, Hawkman en Hawkwoman, Atom, Elongated Man, en Green Lantern.
Zatanna hielp de Justice League of America een aantal keer voordat ze lid werd in Justice League of America #161.
Zatanna had aanvankelijk moeite haar magie te gebruiken. Ze concludeerde dat haar vaders vorm van magie ongeschikt was voor haar, en focuste zich op haar moeders versie van magie.
Zatanna was ook lid van de Sentinals of Magic en Seven Soldiers of Victory. Ze had een tijdje een relatie met Batman. Zatanna is momenteel reservelid voor de League.

### The New 52
Na de gebeurtenissen in het Flashpoint-evenement van DC Comics, wordt Zatanna herschreven als een van de hoofdpersonages van de Justice League Dark, in de gelijknamige stripboekenreeks. Ze heeft een nieuwe outfit gekregen, maar maakt nog gebruik van haar klassieke magiërs-outfit tijdens haar optredens. In het begin wordt Zatanna op de hoogte gesteld dat de magiër Enchantress drie leden (Superman, Wonder Woman en Cyborg) van de Justice League heeft uitgeschakeld. Ze besluit om alleen achter Enchantress aan te gaan. Wanneer Batman aanbiedt om haar te helpen, gebruikt ze haar magie om hem tegen te houden, omdat Batman volgens haar te waardevol is om zijn leven te riskeren in deze strijd. Kort nadat ze vertrekt, wordt ze geconfronteerd met de magie van de Enchantress. Om zichzelf te beschermen, gebruikt Zatanna haar eigen magie om haar lichaam af te sluiten, waardoor zij in een schijndode staat verkeert.

## Andere versies

### Zatanna in Vertigo
Zatanna doet ook mee in DC's Vertigo stripserie. Ze verscheen een paar keer in The Books of Magic, meestal om Timothy Hunter, de hoofdpersoon uit die serie, te helpen.

### Amalgam
In Amalgam Comics wordt Zatanna gecombineerd met het Marvel Comics personage Scarlet Witch tot een personage genaamd "White Witch".

## Krachten en vaardigheden
Zatanna is een krachtige magiër, wiens krachten blijkbaar zijn aangeboren. Als een soort eerbetoon aan haar vader gebruikt ze meestal spreuken, maar ze kan ook magie gebruiken voor kleine dingen zonder een spreuk te zeggen. Omdat ze meestal een spreuk hardop moet zeggen, wordt ze machteloos indien haar mond wordt afgesloten.
De beperkingen van haar magie zijn nooit onthuld. Ze wordt vaak het sterkste lid van de Justice League genoemd, en werkt geregeld samen met enkele van de sterkste magiërs en magische superhelden op aarde zoals Dr. Fate, Madame Xanadu, en Captain Marvel. Ze kan de elementen beheersen, mensen genezen, materie transformeren, energiestralen afvuren en zelfs hele steden uit de as doen herrijzen.

## In andere media
- Zatanna is een personage in het DC Animated Universe. Ze maakte haar debuut met een gastoptreden in Batman: The Animated Series. Hierin is ze een gewone illusionist zonder superkrachten. Zatanna's vader, Zatarra, heeft Batman jaren terug het vak van boeienkoning geleerd. Ze deed ook mee in Justice League Unlimited, waarin ze wel magie gebruikt. Verder deed ze tweemaal mee in Gotham Girls.

- Zatanna deed mee in twee afleveringen van een Cartoon Monsoon-wedstrijd, waarin ze voorkwam als tiener.
- Zatanna wordt gespeeld door Serinda Swan in twee afleveringen van Smallville.
- Zatanna wordt lid van Young Justice in de Young Justice televisieserie, ze maakt haar debuut in de aflevering "Humanity". Lacey Chabert leent haar stem aan het karakter.[3]